# عرقسوس منتفخ
عرقسوس منتفخ (الاسم العلمي:Glycyrrhiza inflata) هو نوع من النباتات يتبع جنس العرقسوس من الفصيلة البقولية.